# Freden i Crépy
Freden i Crépy (nogle gange betegnet som freden i Crespy) var en fredsaftale indgået i forbindelse en af de enkelte konflikter i de italienske krige, der fandt sted 1494-1559. Freden i Crépy blev indgået 18. september 1544 mellem kejser Karl 5. af det Tysk-Romerske Rige og kong Frans 1. af Frankrig i Crépy i Pikardiet og afsluttede den konflikt mellem de to riger, der var indledt i 1542.
Denne del af de italienske krige brød ud, da fredsaftalen efter den forrige konflikt 1536-38 ikke holdt. Begge disse konflikter havde som et af sine centrale omdrejningspunkter kravet på hertugdømmet Milano, der hørte under det Tysk-Romerske Rige, men som Frans gjorde krav på. Frans 1. og Karl 5. havde et indbyrdes dårligt forhold, så der skulle ikke så meget til, før deres uenigheder udmøntede sig i konflikter, og her tog Frans sit tidligere krav om Milano op igen og erklærede krig om Frans.
Krigens skuepladser var især Nederlandene, Nice og Norditalien med kulmination i slaget ved Ceresole 11. april 1544. Herefter angreb Karl i forening med Henrik 8. selve Frankrig, men dette trak i langdrag med belejringer af byerne Boulogne og Saint-Dizier.
Karl var nu ved at være i finansielle problemer, og han havde samtidig brug for at håndtere de religiøse uroligheder på hjemmefronten, og han gav derpå Henrik valget mellem at fortsætte krigen alene eller sammen med Karl at søge en fredsaftale. Henrik 8. fik imidlertid Karls brev om fredsønsket så sent, at aftalen var indgået, inden han kunne tilkendegive sin holdning. Fredsaftalen var ved hoffet i Paris støttet af kongens søster, Eleonora af Østrig, og hans elskerinde, hertuginden af Étampes. Aftalens centrale punkter var begge parters opgivelse af deres krav og genskabelse af situationen fra før konfliktens begyndelse i 1542, det vil sige kejserens opgivelse af kravet på hertugdømmet Burgund, den franske konges opgivelse af kravet på kongeriget Napoli samt kravene om suzerænitet over Flandern og Artois. Den franske hertug af Orléans skulle giftes med enten Karls datter Maria af Østrig eller hans niece Anna af Østrig, efter Karls valg. Valgte han Maria, skulle bruden modtage Nederlandene og Franche-Comté som medgift, valgte han Anna, skulle medgiften være hertugdømmet Milano. Samtidig skulle Frans afgive Burgund, Châtellerault og Angoulême til sin søn samt opgive sit krav på hertugdømmet Savoyen, herunder Piedmont og Savoy. Endelig skulle Frans støtte Karl i sin kamp mod osmannerne - men ikke, i hvert fald officielt, mod kættere i sine egne områder.
Der blev også underskrevet en hemmelig anden aftale. I denne lovede Frans at støtte Karl i hans bestræbelser på at reformere kirken med indkaldelse til et økumenisk koncil (Tridentinerkoncilet blev indledt året efter) samt i at holde protestantismen nede - med magt om nødvendigt.
Aftalen blev ikke vel modtaget af dauphinen, der følte, at hans bror blev favoriseret over ham og heller ikke af Henrik 8., der mente at Karl havde forrådt ham, samt af den osmanske sultan Süleyman 1., der havde kæmpet på fransk side i krigen. Frans opfyldte nogle af kravene i aftalen, men med hertugen af Orléans' død opstod der uklarhed om aftalen.
Da Henrik 8. ikke var med i aftalen kæmpede englænderne og franskmændene videre, og konflikten blev først afsluttet i 1546 med freden i Ardres. Det var imidlertid kun en stakket frist, og de italienske krige og striden om Italien blev først afsluttet efter endnu en krigsperiode i 1551-59.